# Fowler (California)
Fowler, fundada en 1908, es una ciudad ubicada en el condado de Fresno en el estado estadounidense de California. En el año 2000 tenía una población de 5,293 habitantes y una densidad poblacional de 765.7 personas por km².

## Geografía
Fowler se encuentra ubicada en las coordenadas 36°37′N 119°40′O / 36.617, -119.667. Según la Oficina del Censo, la ciudad tiene un área total de 5,2 km² (2 mi²), de la cual 5,2 km² (2 mi²) es tierra y 0 km² (0 mi²) (2.75%) es agua.

## Demografía
Según la Oficina del Censo en 2000 los ingresos medios por hogar en la localidad eran de $35,280.